# براک، انتاریو
براک، انتاریو (به انگلیسی: Brock) یک منطقهٔ مسکونی در کانادا است که در Durham واقع شده‌است.

## خصوصیات
براک ۴۲۳٫۷۳ کیلومترمربع مساحت و ۱۱٬۳۴۱ نفر جمعیت دارد.